# Petnajstletnica v živo
Petnajstletnica v živo (tudi samo V živo) je dvojni album v živo mariborske novovalovske skupine Lačni Franz, izdan pri založbi Helidon leta 1995 v obliki CD-ja. Posnet je bil na zadnjem koncertu skupine, preden je prvič uradno razpadla.

## Seznam pesmi
| Prvi CD | Prvi CD                                                        | Prvi CD |
| Št.     | Naslov                                                         | Dolžina |
| ------- | -------------------------------------------------------------- | ------- |
| 1.      | „Uvod‟                                                         | 0:34    |
| 2.      | „Zadnja večerja‟                                               | 4:40    |
| 3.      | „Maribor (Zanzibar)‟                                           | 5:33    |
| 4.      | „Na svoji strani‟                                              | 4:14    |
| 5.      | „Mlade podnajemnice‟                                           | 3:54    |
| 6.      | „Naj ti poljub nariše ustnice‟                                 | 5:42    |
| 7.      | „Tiha voda‟                                                    | 6:59    |
| 8.      | „Veterpolist‟                                                  | 4:10    |
| 9.      | „Čustveno stanje mlade krave, druge največje slovenske živali‟ | 4:47    |
| 10.     | „Ne mi dihat za ovratnik‟                                      | 4:24    |
| 11.     | „Gate na glavo/Sirene tulijo‟                                  | 6:02    |

| Drugi CD | Drugi CD                     | Drugi CD |
| Št.      | Naslov                       | Dolžina  |
| -------- | ---------------------------- | -------- |
| 12.      | „Čakaj me‟                   | 8:38     |
| 13.      | „Zarjavele trobente‟         | 4:35     |
| 14.      | „Štajerc‟                    | 4:32     |
| 15.      | „Mirno morje, Mikimaus!‟     | 7:26     |
| 16.      | „Mravljinčarni in čeladarji‟ | 3:48     |
| 17.      | „Praslovan‟                  | 4:22     |
| 18.      | „Gate na glavo‟              | 6:05     |
| 19.      | „Zdravljica‟                 | 4:28     |
| 20.      | „Konec (Aleluja)‟            | 0:48     |

## Zasedba
| Lačni Franz - Zoran Predin — vokal - Mirko Kosi — klaviature - Milan Prislan — kitara - Andrej Pintarič — bobni - Zoran Stjepanovič — bas kitara | Ostali - Slavko Hohnjec — snemanje - Danilo Ženko — tonski mojster - Mišo Hochstaetter — fotografiranje - Didie Šenekar — oblikovanje |